# Bulbophyllum inconspicuum
Bulbophyllum inconspicuum är en orkidéart som beskrevs av Carl Maximowicz. Bulbophyllum inconspicuum ingår i släktet Bulbophyllum och familjen orkidéer. Inga underarter finns listade i Catalogue of Life.